# Sonate K. 302
La sonate K. 302 (F.250/L.7) en ut mineur est une œuvre pour clavier du compositeur italien Domenico Scarlatti.

## Présentation
La sonate K. 302, en ut mineur, est l'un des rares Andante ternaires du catalogue. Scarlatti enchaîne les triolets tout le long de la sonate, sauf à la fin de chaque section, interrompant brutalement ce flot par une cascade d'arpèges et de gammes descendantes en majeur. La sonate ouvre le volume VIII du manuscrit de Parme.

## Manuscrits
Le manuscrit principal est le numéro 7 du volume VI (Ms. 9777) de Venise (1753), copié pour Maria Barbara ; les autres sont Parme VIII 1 (Ms. A. G. 31413), Münster IV 20 (Sant Hs 3967) et Vienne B 20 (VII 28011 B).

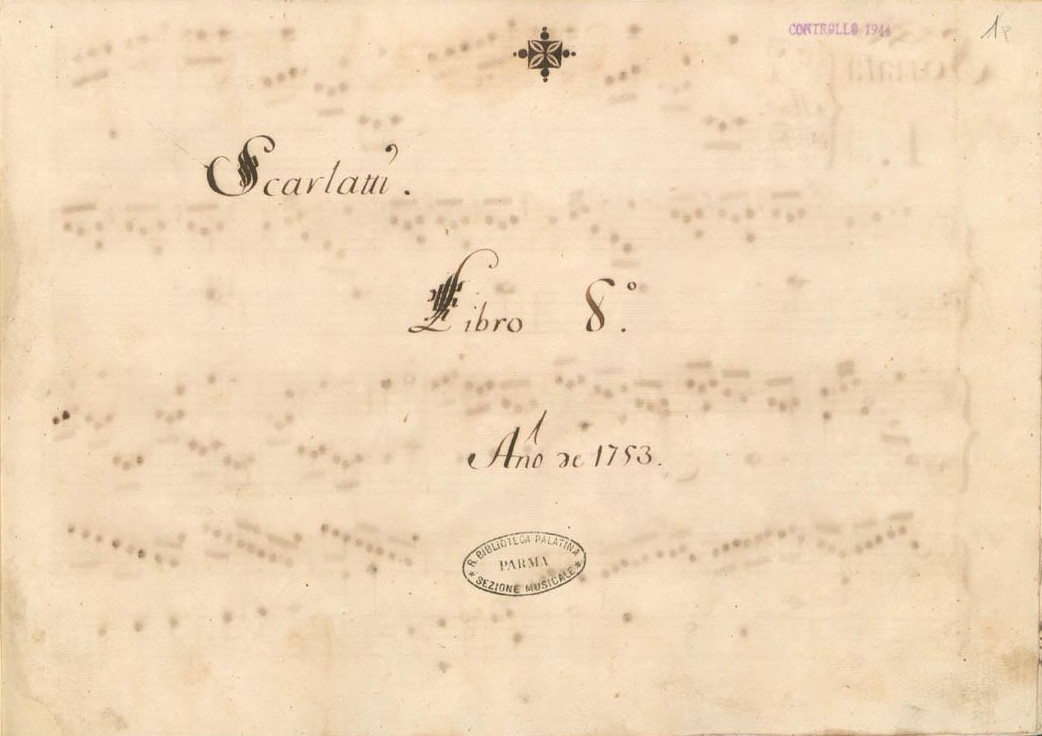
Page de titre du volume VIII du manuscrit de Parme.
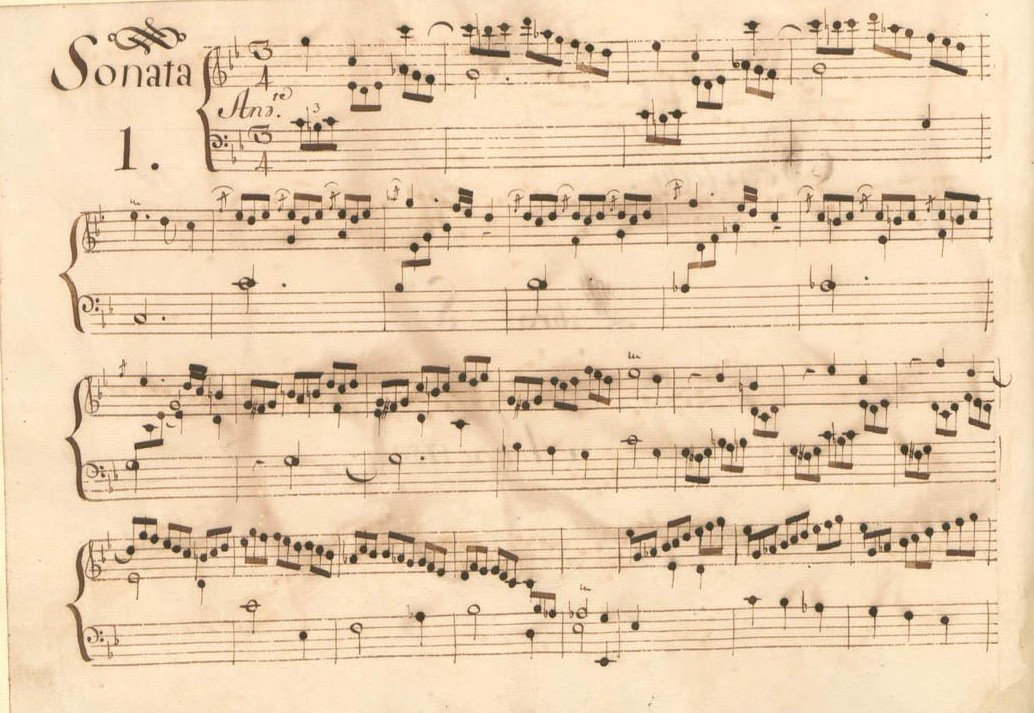
Parme VIII 1.
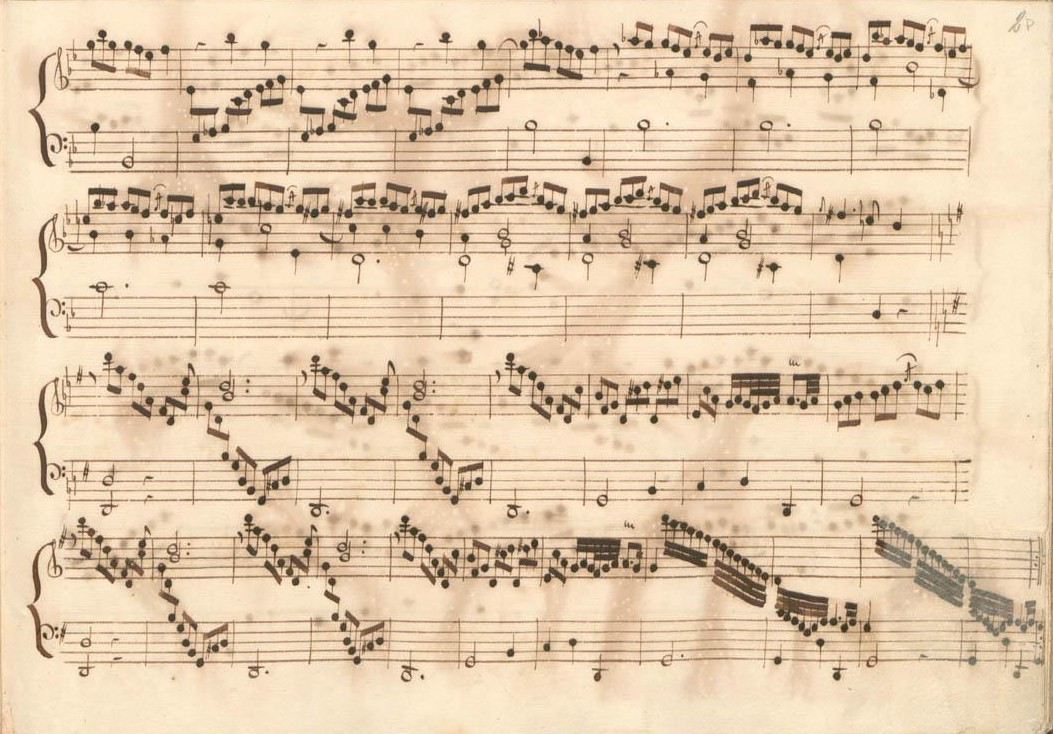
Parme VIII 1 (fin de la première section).
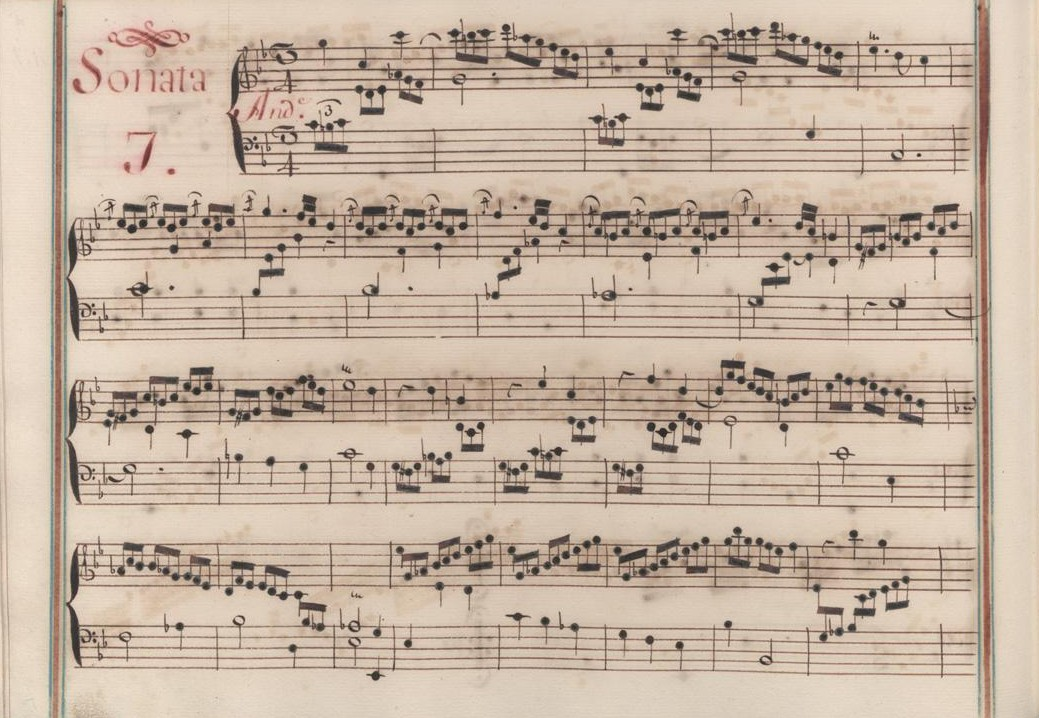
Venise VI 7.
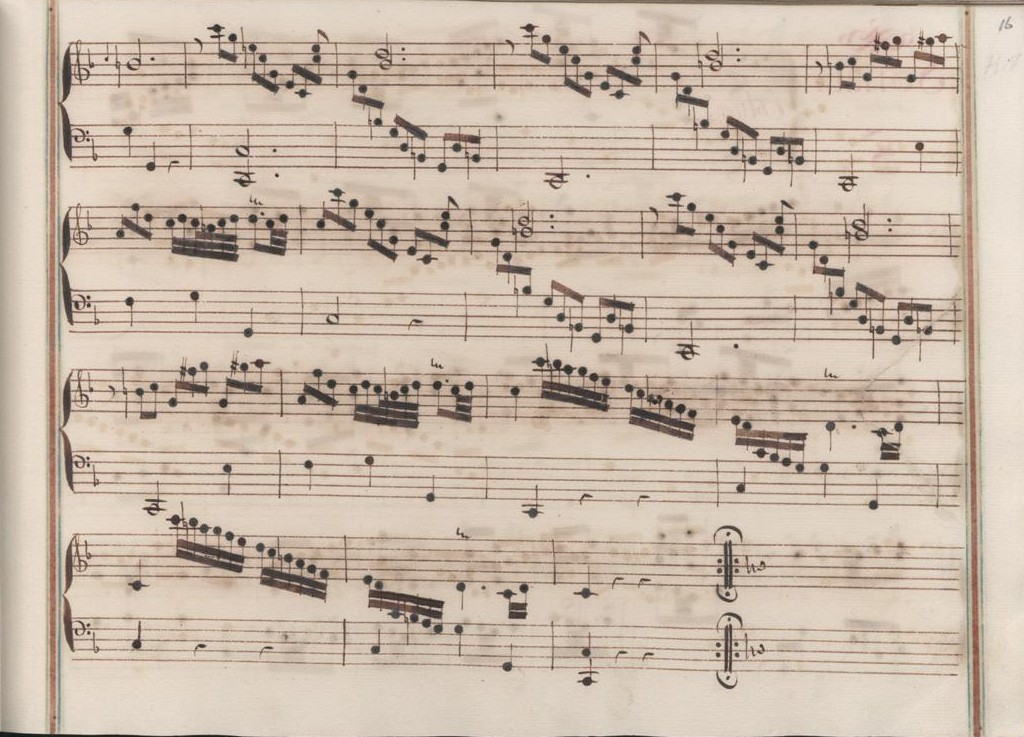
Venise VI 7 (fin de la sonate).

## Interprètes
La sonate K. 302 est défendue au piano, notamment par Nikolaï Demidenko (2003, AGPL), Carlo Grante (2012, Music & Arts, vol. 3) et Lucas Debargue (2019, Sony) ; au clavecin par Scott Ross (1985, Erato), Colin Tilney (1987, Dorian), Richard Lester (2003, Nimbus, vol. 3) et Pieter-Jan Belder (Brilliant Classics) et Pierre Hantaï (2015, Mirare, vol. 4).

## Sources
: document utilisé comme source pour la rédaction de cet article.
- Ralph Kirkpatrick (trad. de l'anglais par Dennis Collins), Domenico Scarlatti, Paris, Lattès, coll. « Musique et Musiciens », 1982 (1re éd. 1953 (en)), 493 p. (ISBN 978-2-7096-0118-4, OCLC 954954205, BNF 34689181).
- Alain de Chambure, « Domenico Scarlatti : Intégrale des sonates — Scott Ross », Erato (2564-62092-2), 1985 (OCLC 891183737) .